# Loxosceles aranea
Loxosceles aranea là một loài nhện trong họ Sicariidae.
Loài này thuộc chi Loxosceles. Loxosceles aranea được miêu tả năm 1973 bởi Gertsch.